# Armand Hammer

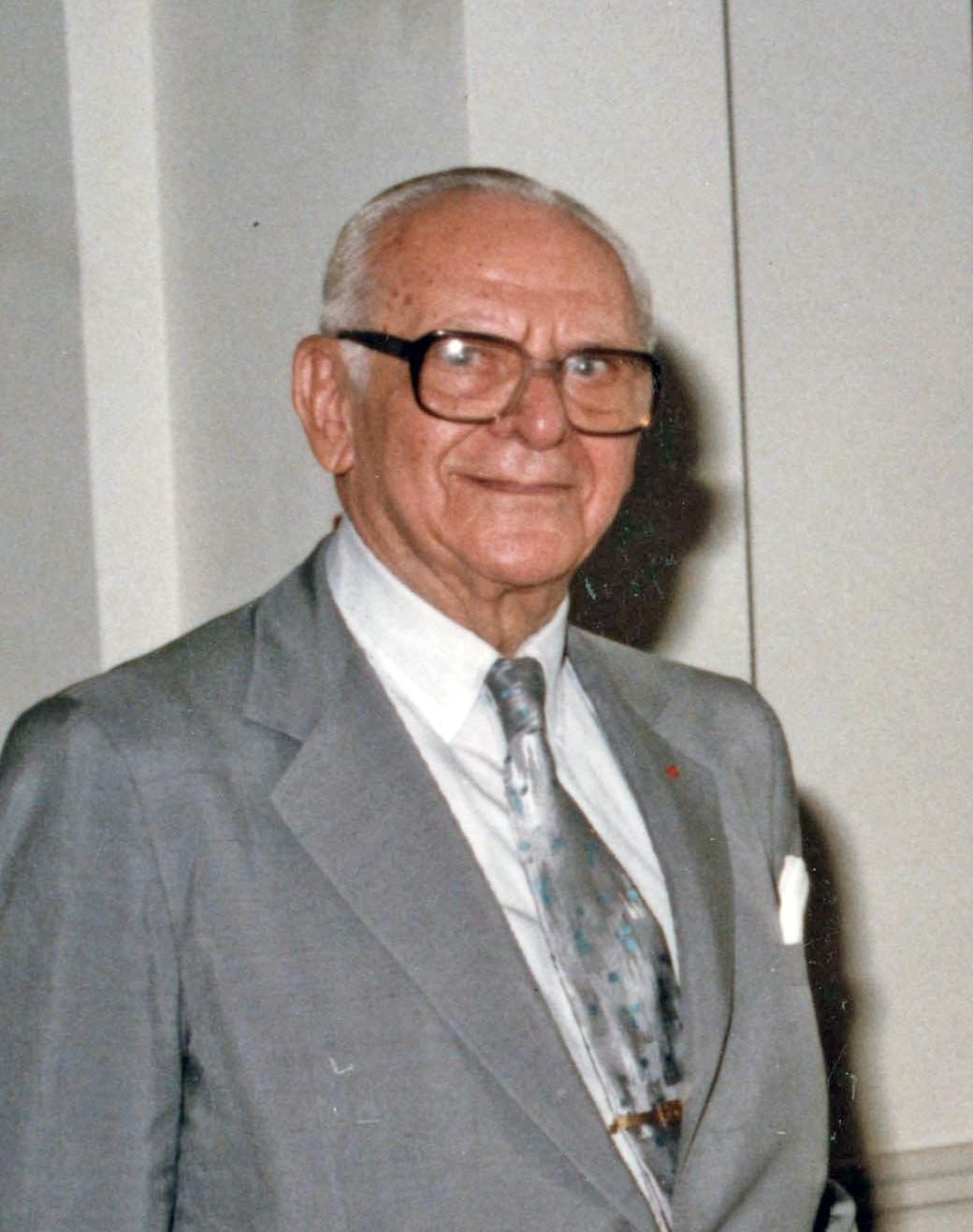
Armand Hammer (1982)

Armand Hammer (* 21. Mai 1898 in New York City; † 10. Dezember 1990 in Los Angeles) war ein US-amerikanischer Industrieller, Kunstsammler und Mediziner. Er war langjähriger CEO der US-amerikanischen Ölgesellschaft Occidental Petroleum. Bekannt wurde er auch als Kunstsammler sowie durch seine guten Beziehungen zur Sowjetunion.

## Leben
Hammer wurde als Sohn von Eltern jüdischer Abstammung in Manhattan geboren. Sein Vater war Mediziner, überzeugter Sozialist und aus Odessa ausgewandert. Hammer deutete in seiner Autobiographie seinen Namen als „Arm and Hammer“, ein altes Symbol der Arbeiterbewegung, ein muskulöser Arm, der einen Hammer umgreift. Dies war das Symbol der Socialist Labor Party of America, der ältesten marxistischen Partei der USA, in der Hammers Vater aktives Mitglied war.
Dem väterlichen Vorbild folgend begann Hammer ein Medizinstudium an der Columbia University, das er 1921 erfolgreich beendete. Bereits kurz nach dem Studium ging er auf Anraten seines Vaters in die junge Sowjetunion, um dort als Arzt zu arbeiten, nebenbei aber auch ausstehende Gelder für gelieferte Arzneimittel einzufordern. Sehr bald begann er, neben dem Aufbau humanitärer Hilfslieferungen, vor allem Medikamente, mit der UdSSR Geschäfte zu machen. Persönlich mit Lenin verhandelnd schloss er ein erstes Geschäft ab – Weizenlieferungen gegen Pelze und Kaviar. In den 1920er Jahren hielt Hammer sich auch immer wieder für längere Zeit in der UdSSR auf, um seine Geschäfte zu kontrollieren. Seine Moskauer Wohnung wurde quasi zur inoffiziellen Botschaft der USA.
Die Verbundenheit mit der Sowjetunion und ihren Führern behielt Hammer auch über die Zeiten des Kalten Krieges immer bei, umgekehrt wurde der Freund Lenins und Träger des Lenin-Ordens in Moskau stets willkommen geheißen. Seine Gewinne aus dem Russland-Handel steckte Hammer ins Ölgeschäft, bis er schließlich 1957 CEO von Occidental Petroleum wurde, ein Posten, den er erst in den 1980ern wieder abgab. Während dieser Zeit ereignete sich auch die Katastrophe auf der Piper Alpha, an der ihm eine moralische Mitschuld zugeschrieben wird. Nach der Katastrophe von Tschernobyl am 26. April 1986 wirkte er als politischer Vermittler zwischen Washington und Moskau bei der Organisation von im Frühjahr 1986 durch ein kalifornisches Expertenteam durchgeführten Knochenmarkstransplantationen für die durch eine Strahlenkrankheit betroffenen Patienten.
Bekannt wurde Hammer auch als Kunsthändler und Sammler. Auch dazu legte er in der Sowjetunion den Grundstock. So erstand Hammer schließlich nicht weniger als 13 Fabergé-Eier sowie weitere Kunstschätze der Eremitage in Leningrad. Seine Kunstsammlung brachte er in das kurz vor seinem Tod eröffnete Armand Hammer Museum of Art in Los Angeles ein. 1971 erwarb er das Kunsthandelshaus M Knoedler & Co.
Hammer war durch seinen Erfolg als Kapitalist mit gleichzeitigen sozialistischen Neigungen und besten Beziehungen zu kommunistischen Führern eine Legende geworden. Robert Gale, der 1986 zur Vorbereitung der Knochenmarktransplantationen für Strahlenopfer in Tschernobyl als erster nach Moskau gereist war, beurteilte Hammer 1988 als „oft rücksichtslos“ seine Macht einsetzenden Geschäftsmann. Oft wurde vermutet, dass er als Agent und Spion tätig gewesen sei, Beweise in dieser Hinsicht gab es jedoch nie. Aufgrund seiner jüdischen Abstammung wurde er von Antisemiten auch als Teil der angeblichen jüdischen Weltverschwörung angegriffen.
Sein Urenkel ist der Schauspieler Armie Hammer.

## Trivia
Armand Hammer wurde derart häufig auf eine mögliche Verbindung zwischen seinem Namen und der Backpulvermarke „Arm & Hammer“ (ausgesprochen: Arm änd Hämmer) angesprochen, dass er versuchte, den Markeneigentümer Church & Dwight aufzukaufen, und Großaktionär des Unternehmens wurde.